# Gyrohypsoma sterrha
Gyrohypsoma sterrha is een vlinder uit de familie van de uilen (Noctuidae). De wetenschappelijke naam van de soort en van het geslacht Gyrohypsoma is voor het eerst geldig gepubliceerd in 1888 door Otto Staudinger.